# Nyercsinszki szerződés

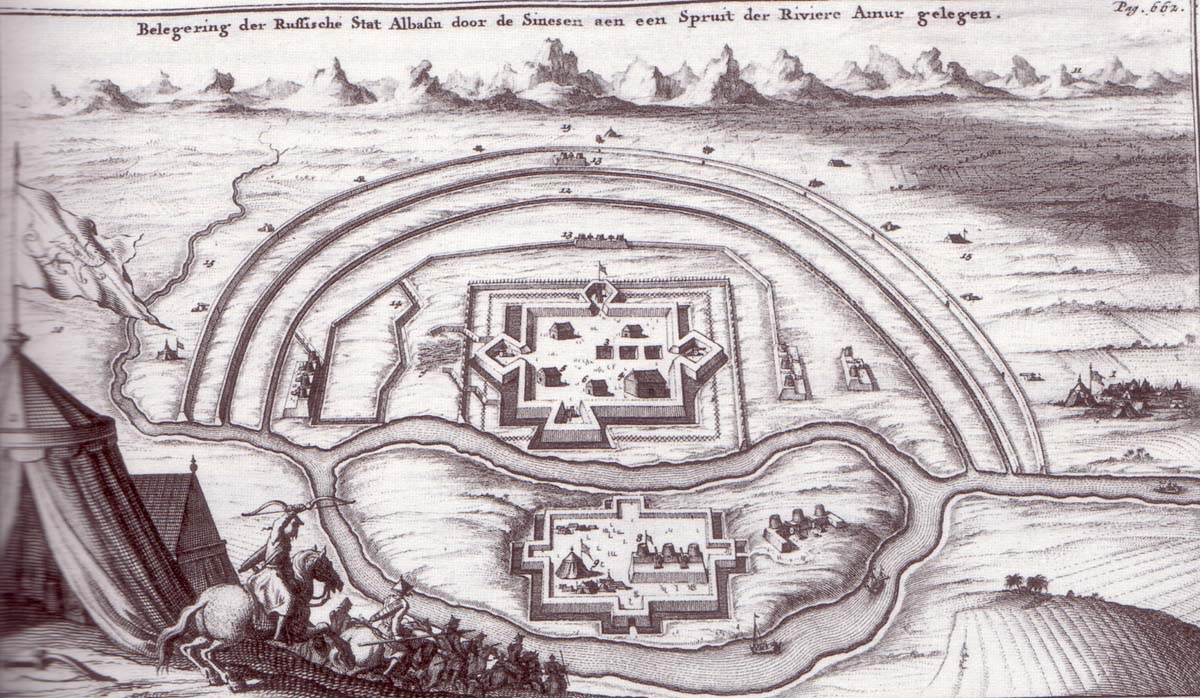
Albazin orosz erőd a Csing-dinasztia csapatainak támadásakor. 17. századi holland metszet

A nyercsinszki (nyibuchui) szerződés az első szerződés volt Oroszország és Kína között, 1689-ben. Ebben nagyjából kijelölték a két hatalom közötti határokat.

## Előzmények
Kínában a belső hatalmi harcok, a parasztlázadások és a mandzsuk betörései miatt 1644-ben véget ért a Ming-dinasztia uralma és elkezdődött a Csing-dinasztia kora. Szibéria orosz meghódításának részeként az Amur vidékén ugyanekkor jelent meg az első kozák csapat (Pojarkov csapata, 1643-1644). Az Amur mentén, a Silka és az Arguny folyók találkozásához közel 1650-ben Jerofej Habarov megalapította az első orosz települést, Albazint, mely az itteni orosz területek központja lett. A vidékre azonban Kína is igényt tartott, és miután a Csing-dinasztia megszilárdította hatalmát, a terület birtoklásáért háborút folytatott, Albazint is megostromolta.

## A szerződés

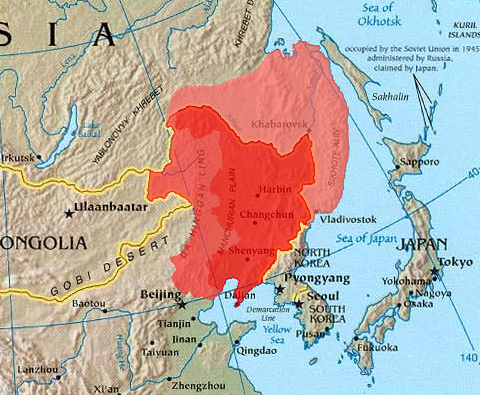
Mandzsúria térképe

Az Orosz Birodalom és Kína közötti határvita az 1689. augusztus 27-én aláírt nyercsinszki szerződéssel ért véget. A Nyercsinszk (oroszul Нерчинск, kínaiul Nyibuchu, Níbùchǔ) egykori erődjében létrejött szerződés a Sztanovoj-hegységtől délre eső területet a Csing-dinasztia fennhatósága alá rendelte, a határt a Sztanovoj-hegylánc és az Arguny folyó vonalában jelölték ki. Albazint az oroszok kénytelenek voltak kiüríteni és lerombolni. Az egyezség biztosította a két birodalom közötti kereskedelem folytatását, lényegében azonban 170 évre megakasztotta az orosz terjeszkedést az Amur vidékén.
Az Orosz Birodalom terjeszkedése csak a 19. században folytatódott. Az ajguni szerződésben (1858) a gyengülő Csing-dinasztia lemondott az Amur vidékéről, a pekingi szerződéssel (1860) pedig az Usszuri folyótól keletre fekvő területeket is kénytelen volt átengedni.